# 二级警督

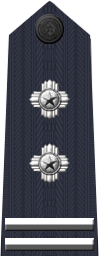
二级警督警衔肩章

二级警督为中华人民共和国人民警察警衔体系的第7等级，由公安部部长授予正处级、副处级、正科级、副科级以及专业技术高级、中级警官，现行制式衬衣为浅蓝色，标志为两道横杠加2枚四角星花。